# Новый тюркский алфавит
Яналиф (от тат. яңа әлифба / jaꞑa əlifʙa, баш. яңы әлифба, сокращ. яңалиф / jaꞑalif, букв.: «новый алфавит»), в официальной советской печати — Новый тюркский алфавит (НТА) — проект перевода всех тюркских языков на единообразный алфавит на основе латиницы, предложенный в конце 1920-х годов в рамках общесоюзного проекта латинизации. Был официально введён в 1928 году в тюркоязычных республиках и автономных республиках СССР взамен алфавитов на основе арабского. В 1938—1940 годах форсированными темпами заменён на алфавиты на основе кириллицы. В настоящее время не используется.
Алфавит насчитывал 33 знака, из них 9 для гласных. Апостроф применялся для обозначения гортанной смычки (аналог арабского знака хамза) и иногда считался отдельной буквой. Для иностранных имён иногда использовались дополнительные буквы. Строчный вариант буквы B, во избежание путаницы с буквой Ь ь, выглядел как ʙ, а заглавная форма буквы Y — как кириллическая У. Буква № 33 не представлена в Юникоде, но выглядит как мягкий знак в кириллице. Заглавная буква Ə в ряде шрифтов выглядит как кириллическая Э.

## История
Наиболее ранний пример записи тюркского языка латинским алфавитом представляет собой Codex Cumanicus («Куманский кодекс»), записанный на кыпчакском языке. Эта письменность была распространена только среди малочисленных католиков Золотой орды и вскоре после её исчезновения была забыта, поскольку католицизм не получил среди тюрок распространения.
В течение многих веков татарский язык и ряд тюркских языков Кавказа и Средней Азии использовали арабский алфавит, который крайне несовершенно передавал тюркскую фонетику — в частности, он не отражал свойственную большинству тюркских языков гармонию гласных. Попытки усовершенствовать его возникли довольно поздно, в XIX—XX веках, с опорой на подобные реформы правописания в османском и персидском языках. Одновременно, в середине XIX века, начались попытки записывать тюркские языки кириллицей или латиницей — прежде всего, в Азербайджане. В то же время русский миссионер Н. И. Ильминский вместе с группой единомышленников разработал алфавит на основе модифицированного русского для всех народов волжско-уральского региона (татары, башкиры и др.). Хотя современный татарский алфавит отличается по ряду знаков от проекта Ильминского (Ә вместо Ӓ, Ө вместо Ӧ, Ү вместо Ӱ, Җ вместо Ж, Ң вместо Ҥ), общие принципы были заложены именно Ильминским. Тем не менее, проект Ильминского потерпел неудачу, поскольку целью его было распространение христианства среди мусульманских тюркских народов, которые по этой причине отказывались использовать алфавит. Исключением были кряшены, среди которых алфавит получил распространение.

На основе старотюркского языка, в конце XIX — начале XX века образовался татарский письменно-литературный язык, основанный на арабской графике.
На тюркском литературном языке написаны стихи Акмуллы, произведения писателей и поэтов начала XX века — М. Гафури, Д. Юлтыя, Ш. Бабича и др. На татарском языке издавались книги, газеты и журналы, ставились спектакли в театрах, шло обучение в медресе и школах. Это в многом способствовало ассимиляции языка западных башкир.
Начиная с середины 19 века предпринимались попытки создания письменности на башкирском национальном языке. В 1859 г. Мирсалих Бикчурин на южном диалекте башкирского языка на арабкой графике опубликовал «Сказку царя — богатыря». Позже были созданы и первые буквари на башкирском языке на основе русской графике кириллицы Катаринского В. В. «Букварь для башкир» (1892), Бессонова А. Г. «Букварь для башкир» (1907).
Письменность на национальном языке башкир на основе арабской графики была создана лишь в 1924 году. Так, первый номер на башкирском языке газеты «Башкортостан», ранее издававшейся на татарском, вышел в августе 1924 года.

Письменность на башкирском языке в 1924—1929 годах была на арабской, в 1929—1940 годах — на латинской графике, с 1940 года башкиры пользуются русской графикой.— Статья «450–летие единства, братства, дружбы, процветания!»
В 1908—1909 годах татарский поэт Сагит Рамиев начал использовать латиницу в своих произведениях. Он предложил использовать диграфы: ea для ä, eu для ü, eo для ö и ei для ı. Арабисты отклонили его проект. В начале 1920-х азербайджанские учёные разработали собственный проект на основе латиницы, однако татар он мало заинтересовал — они предпочли использовать реформированный алфавит на основе арабского иске имля («старого алфавита»), получивший название яна имля («новый алфавит»), который существовал в 1920—1927 годах.
Первый проект татарского и башкирского алфавита на основе латиницы был опубликован в газете Эшче («Рабочий») в 1924 году. Для уникальных звуков башкирского языка использовались диграфы. Тем не менее, этот проект не получил поддержки.
В 1926 году Всесоюзный тюркологический съезд в Баку рекомендовал перевести все тюркские языки на латинский алфавит. С апреля 1926 года общество Jaꞑa tatar əlifʙasь/Яңа татар әлифбасы («Новый татарский алфавит») начало работать в Казани.
С 3 июля 1927 года татарское партийное руководство объявило «яңалиф» (Jaꞑalif) официальной письменностью для татарского языка взамен Яңа имлә на основе арабского письма. В первом варианте яналифа отсутствовали отдельные буквы для K и Q (обе обозначались как K), для G и Ğ (обе обозначались как G), для V и W (обе обозначались как V). Вместо Ş использовалась буква кириллицы Ш. Буквы C и Ç имели то же значение, что и в турецком алфавите, и позднее были перенесены в окончательную версию яналифа. В советской печати алфавит также именовался «октябрьским»
| №      | знаки | Yaña imlâ на основе арабского письма | Непринятый современный татарский алфавит на основе латиницы | Современый татарский алфавит на основе кириллицы |
| ------ | ----- | ------------------------------------ | ----------------------------------------------------------- | ------------------------------------------------ |
| 1      | A a   | ﯪ                                    | A a                                                         | А а                                              |
| 2      | B ʙ   | ﺏ                                    | B b                                                         | Б б                                              |
| 3      | C c   | ﭺ                                    | Ç ç                                                         | Ч ч                                              |
| 4      | Ç ç   | ﺝ                                    | C c                                                         | Җ җ                                              |
| 5      | D d   | ﺩ                                    | D d                                                         | Д д                                              |
| 6      | E e   | ﺋ                                    | E e                                                         | Е е (э)                                          |
| 7      | Ə ə   | ﺋﻪ                                   | Ä ä                                                         | Ә ә                                              |
| 8      | F f   | ﻑ                                    | F f                                                         | Ф ф                                              |
| 9      | G g   | ﮒ                                    | G g                                                         | Г г (гь)                                         |
| 10     | Ƣ ƣ   | ﻉ                                    | Ğ ğ                                                         | Г г (гъ)                                         |
| 11     | H h   | ﻩ                                    | H h                                                         | Һ һ                                              |
| 12     | I i   | ئی                                   | İ i                                                         | И и                                              |
| 13     | J j   | ﻯ                                    | Y y                                                         | Й й                                              |
| 14     | K k   | ﮎ                                    | K k                                                         | К к (кь)                                         |
| 15     | L l   | ﻝ                                    | L l                                                         | Л л                                              |
| 16     | M m   | ﻡ                                    | M m                                                         | М м                                              |
| 17     | N n   | ﻥ                                    | N n                                                         | Н н                                              |
| 18     | Ꞑ ꞑ   | ﯓ                                    | Ñ ñ                                                         | Ң ң                                              |
| 19     | O o   | ﯰ,                                   | O o                                                         | О о                                              |
| 20     | Ɵ ɵ   | ﯰ                                    | Ö ö                                                         | Ө ө                                              |
| 21     | P p   | ﭖ                                    | P p                                                         | П п                                              |
| 22     | Q q   | ﻕ                                    | Q q                                                         | К к (къ)                                         |
| 23     | R r   | ﺭ                                    | R r                                                         | Р р                                              |
| 24     | S s   | ﺱ                                    | S s                                                         | С с                                              |
| 25     | Ş ş   | ﺵ                                    | Ş ş                                                         | Ш ш                                              |
| 26     | T t   | ﺕ                                    | T t                                                         | Т т                                              |
| 27     | U u   | ﯮ,                                   | U u                                                         | У у                                              |
| 28     | V v   | ﻭ                                    | W w                                                         | В в (в, у)                                       |
| 29     | X x   | ﺡ                                    | X x                                                         | Х х                                              |
| 30     | У y   | ﯮ                                    | Ü ü                                                         | Ү ү                                              |
| 31     | Z z   | ﺯ                                    | Z z                                                         | З з                                              |
| 32     | Ƶ ƶ   | ﮊ                                    | J j                                                         | Ж ж                                              |
| 33     | Ь ь   | ﺋ,                                   | I ı                                                         | Ы ы                                              |
| (34.1) | '     | ء                                    | '                                                           | ъ, ь, э                                          |
| (34.2) | ьj    | ئی,                                  | (Í í)                                                       | ый                                               |

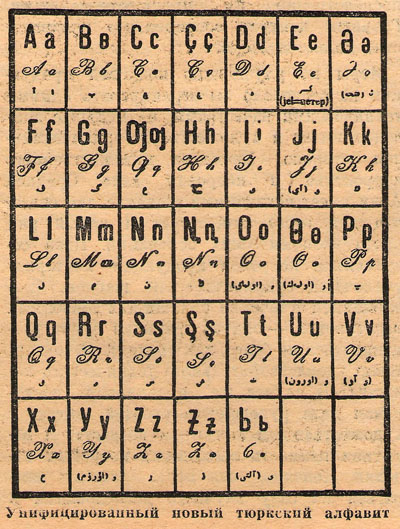
Унифицированный новый тюркский алфавит

В 1928 г. произошла окончательная реформа яналифа (см. таблицу), который активно использовался в течение последующих 12 лет. Согласно некоторым источникам, алфавит включал 34 буквы, но на деле последняя «буква» Ьj была диграфом для соответствующего татарского дифтонга. Другие источники в число 34 букв включают апостроф. Сортировка алфавита в разных источниках различается (Ə после A, Ь после E).
| №  | знаки | Окончательная версия «яналифа» | Современный латинизированный татарский алфавит и проект романизации башкирского языка | Современный татарский алфавит на основе кириллицы | Современный башкирский алфавит на основе кириллицы | Примечания                                                                       |
| -- | ----- | ------------------------------ | ------------------------------------------------------------------------------------- | ------------------------------------------------- | -------------------------------------------------- | -------------------------------------------------------------------------------- |
| 1  | A a   | A a                            | A a                                                                                   | А а                                               | А а                                                |                                                                                  |
| 2  | B ʙ   | B ʙ                            | B b                                                                                   | Б б                                               | Б б                                                | как в современном алфавите                                                       |
| 3  | C c   | C c                            | Ç ç                                                                                   | Ч ч                                               | (Ч ч)                                              | как в яналифе; в башкирском языке — только в заимствованиях из русского          |
| 4  | Ç ç   | Ş ş                            | Ş ş                                                                                   | Ш ш                                               | Ш ш                                                | уникальный вариант                                                               |
| 5  | D d   | D d                            | D d                                                                                   | Д д                                               | Д д                                                |                                                                                  |
| 6  | Dh dh | Đ đ                            | Ź ź                                                                                   | - —                                               | Ҙ ҙ                                                | как в современном башкирском алфавите; в татарском языке отсутствует             |
| 7  | E e   | Ə ə                            | Ä ä                                                                                   | Ә ә                                               | Ә ә                                                | как в современно татарском и башкирском алфавите                                 |
| 8  | F f   | F f                            | F f                                                                                   | Ф ф                                               | Ф ф                                                |                                                                                  |
| 9  | G g   | G g                            | G g                                                                                   | Г г (гь)                                          | Г г                                                |                                                                                  |
| 10 | Ĝ ĝ   | Ƣ ƣ                            | Ğ ğ                                                                                   | Г г (гъ)                                          | Ғ ғ                                                | отдельная буква в современном башкирском языке                                   |
| 11 | H h   | H h                            | H h                                                                                   | Һ һ                                               | Һ һ                                                |                                                                                  |
| 12 | I i   | I i                            | İ i                                                                                   | И и                                               | И и                                                | как в яналифе                                                                    |
| 13 | J j   | Ç ç                            | C c                                                                                   | Җ җ                                               | - —                                                | как в транслитерации, в башкирском языке отсутствует                             |
| 14 | K k   | K k                            | K k                                                                                   | К к (кь)                                          | К к                                                |                                                                                  |
| 15 | L l   | L l                            | L l                                                                                   | Л л                                               | Л л                                                |                                                                                  |
| 16 | M m   | M m                            | M m                                                                                   | М м                                               | М м                                                |                                                                                  |
| 17 | N n   | N n                            | N n                                                                                   | Н н                                               | Н н                                                |                                                                                  |
| 18 | Ꞑ ꞑ   | Ŋ ŋ                            | Ñ ñ                                                                                   | Ң ң                                               | Ң ң                                                |                                                                                  |
| 19 | O o   | O o                            | O o                                                                                   | О о                                               | О о                                                |                                                                                  |
| 20 | Ö ö   | Ɵ ɵ                            | Ö ö                                                                                   | Ө ө                                               | Ө ө                                                | как в современном алфавите                                                       |
| 21 | P p   | P p                            | P p                                                                                   | П п                                               | П п                                                |                                                                                  |
| 22 | Q q   | Q q                            | Q q                                                                                   | К к (къ)                                          | Ҡ ҡ                                                | отдельная буква в современном башкирском языке                                   |
| 23 | R r   | R r                            | R r                                                                                   | Р р                                               | Р р                                                |                                                                                  |
| 24 | S s   | S s                            | S s                                                                                   | С с                                               | С с                                                |                                                                                  |
| 25 | T t   | T t                            | T t                                                                                   | Т т                                               | Т т                                                |                                                                                  |
| 26 | Th th | Ѣ ѣ                            | Ś ś                                                                                   | - —                                               | Ҫ ҫ                                                | отдельная буква в современном башкирском алфавите; в татарском языке отсутствует |
| 27 | U u   | U u                            | U u                                                                                   | У у                                               | У у                                                |                                                                                  |
| 28 | Ü ü   | У y                            | Ü ü                                                                                   | Ү ү                                               | Ү ү                                                | как в современном алфавите                                                       |
| 29 | W w   | V v                            | W w                                                                                   | В в (в, у)                                        | У у (в)                                            | как в современном алфавите                                                       |
| 30 | V v   | V v                            | V v                                                                                   | В в (в)                                           | В в (в)                                            | как в современном алфавите                                                       |
| 31 | X x   | X x                            | X x                                                                                   | Х х                                               | Х х                                                |                                                                                  |
| 32 | Y y   | Ьj ьj                          | Í í (ıy)                                                                              | ый                                                | (и)                                                | уникальный вариант; в арабской версии для дифтонга использовалась одна буква     |
| 33 | Z z   | Z z                            | Z z                                                                                   | З з                                               | З з                                                |                                                                                  |
| 34 | Ƶ ƶ   | Ƶ ƶ                            | J j                                                                                   | Ж ж                                               | Ж ж                                                | как в яналифе                                                                    |
| 35 | Ə ə   | Ь ь                            | I ı                                                                                   | Ы ы                                               | Ы ы                                                | уникальный вариант                                                               |
| 36 | Э э   | E e                            | E e                                                                                   | Е е (э)                                           | Е е (Э э)                                          | как в кириллице                                                                  |

## Переход на кириллицу (1938—1940)
В 1939 г. началась тотальная кириллизация национальных письменностей СССР. Как было объявлено, смена латиницы на кириллицу произошла «по просьбе трудящихся».
Были предложены несколько проектов кириллизации, однако проект Ильминского, «отягощённый» своим религиозным прошлым, среди них не упоминался.
В 1938 г. профессор М. Фазлуллин предложил адаптированный русский алфавит для татарского языка без дополнительных знаков. Особые татарские звуки предлагалось обозначать диграфами, состоящими из русских букв с дополнением букв Ъ и Ь.
В 1939 Горбангалиев и Рамазанов предложили собственные проекты с использованием дополнительных букв кириллицы. Буквы Ө, Ә, Ү, Һ были унаследованы из яналифа, а буквы Җ и Ң были изобретены по аналогии с Щ и Ц. Диграфы Гъ и Къ предполагалось использовать как аналоги Ƣ и Q. Согласно этому проекту, слово ƣədət («обычай») записывалось как гъәдәт, qar («снег») — как къар. В проекте Рамазанова W (в яналифе — V) обозначалось как В в начале слога и У, Ү в конце слога, напр. vaq — вакъ; tav — тау; dəv — дәү. 5 мая 1939 этот проект был официально утверждён Верховным советом Татарской АССР. На удивление, «татарское общество высказало несогласие с проектом» и на конференции в июле 1940 алфавит на основе кириллицы был вновь реформирован. 10 января 1941 этот проект был утверждён. Согласно новой версии, ƣədət записывалось как гадәт, qar — как кар.
Для башкирского языка буква Җ не потребовалась за отсутствием соответствующего звука; были изобретены Ҡ и Ғ как аналоги Q и Ƣ, Ҙ и Ҫ как аналоги Đ и Ѣ. Таким образом, по-башкирски ƣəđət стало записываться как ғәҙәт, qar — как ҡар. В целом, проект кириллицы для башкирского языка можно считать более удачным в плане передачи фонетики реального звучащего языка, чем для татарского: например, слово səƣət в совр. орфографии записывается соответственно как тат. сәгать и баш. сәғәт. Как видим, в башкирском написании полностью сохраняется рядная гармония, а мягкий и твёрдый знаки используются только в заимствованиях из русского языка.
| №  | Знаки | Проект Фазлуллина | Алфавит Ильминского | Яналиф      | Проект 1990-х на осн. латиницы | Прим.                                        |
| -- | ----- | ----------------- | ------------------- | ----------- | ------------------------------ | -------------------------------------------- |
| 1  | А а   | А а               | А а                 | A a         | A a                            |                                              |
| 2  | Б б   | Б б               | Б б                 | B ʙ         | B b                            |                                              |
| 3  | В в   | В в               | В в                 | V v         | W w, V v                       | [v] в русских словах, [w] в татарских словах |
| 4  | Г г   | Г г               | Г г                 | G g, Ƣ ƣ    | G g, Ğ ğ                       |                                              |
| 5  | Д д   | Д д               | Д д                 | D d         | D d                            |                                              |
| 6  | Е е   | Е е               | Е е                 | E e, Je, Jь | E e, ye, yı                    |                                              |
| 7  | Ё ё   | Е е               |                     | Jo          | Yo                             | только в русских заимствованиях              |
| 8  | Ж ж   | Ж ж               | Ж ж                 | Ƶ ƶ         | J j                            |                                              |
| 9  | З з   | З з               | З з                 | Z z         | Z z                            |                                              |
| 10 | И и   | И и               | И и                 | I i         | İ i                            |                                              |
| 11 | Й й   | Й й               | Й й                 | J j         | Y y                            |                                              |
| 12 | К к   | К к               | К к                 | K k, Q q    | K k, Q q                       |                                              |
| 13 | Л л   | Л л               | Л л                 | L l         | L l                            |                                              |
| 14 | М м   | М м               | М м                 | M m         | M m                            |                                              |
| 15 | Н н   | Н н               | Н н                 | N n         | N n                            |                                              |
| 16 | О о   | О о               | О о                 | O o         | O o                            |                                              |
| 17 | П п   | П п               | П п                 | P p         | P p                            |                                              |
| 18 | Р р   | Р р               | Р р                 | R r         | R r                            |                                              |
| 19 | С с   | С с               | С с                 | S s         | S s                            |                                              |
| 20 | Т т   | Т т               | Т т                 | T t         | T t                            |                                              |
| 21 | У у   | У у               | У у                 | U u         | U u                            |                                              |
| 22 | Ф ф   | Ф ф               | Ф ф                 | F f         | F f                            |                                              |
| 23 | Х х   | Х х               | Х х                 | X x         | X x                            |                                              |
| 24 | Ц ц   | Ц ц               | Ц ц                 | Ts          | Ts                             | только в русских заимствованиях              |
| 25 | Ч ч   | Ч ч               | Ч ч                 | C c         | Ç ç                            |                                              |
| 26 | Ш ш   | Ш ш               | Ш ш                 | Ş ş         | Ş ş                            |                                              |
| 27 | Щ щ   | Щ щ               | Щ щ                 | Şc          | Şç                             | только в русских заимствованиях              |
| 28 | Ъ ъ   | Ъ ъ               | Ъ ъ                 |             |                                |                                              |
| 29 | Ы ы   | Ы ы               | Ы ы                 | Ь ь         | I ı                            |                                              |
| 30 | Ь ь   | Ь ь               | Ь ь                 |             |                                |                                              |
| 31 | Э э   | Э э               | Э э                 | E e         | E e                            |                                              |
| 32 | Ю ю   | Ю ю               | Ю ю                 | Ju/Jy       | Yu/Yü                          |                                              |
| 33 | Я я   | Я я               | Я я                 | Ja/Jə       | Ya/Yä                          |                                              |
| 34 | Ә ә   | Аъ аъ             | Ӓ ӓ (Я я)           | Ә ә         | Ä ä                            |                                              |
| 35 | Ө ө   | Оъ оъ             | Ӧ ӧ                 | Ө ө         | Ö ö                            |                                              |
| 36 | Ү ү   | Уъ уъ             | Ӱ ӱ (Ю ю)           | У y         | Ü ü                            |                                              |
| 37 | Җ җ   | Жъ жъ             | Ж ж                 | Ç ç         | C c                            |                                              |
| 38 | Ң ң   | Нъ нъ             | Ҥ ҥ                 | Ꞑ ꞑ         | Ñ ñ                            |                                              |
| 39 | Һ һ   | Хъ хъ             | Х х                 | H h         | H h                            |                                              |

В 1955, 1958, 1959 и 1989 имели место безуспешные попытки реформы татарского кириллического алфавита, а именно: предлагалось добавить буквы Қ, Ғ и Ў для передачи звуков [q], [ɣ] (ğ) и [w], чтобы приблизить татарское правописание к произношению. Предлагалось также использовать V вместо Ў.
А Ә Б В [Ў] Г [Ғ] Д Е (Ё) Ж Җ З И Й К [Қ] Л М Н Ң О Ө П Р С Т У Ү Ф Х Һ Ц Ч Ш Щ Ъ Ы Ь Э Ю Я
В квадратных скобках приведены буквы, которые предлагалось добавить в 1989 г. В январе 1997 г. татарский парламент утвердил новую версию кириллицы.
А Ә Б В Г Д Е (Ё) Ж Җ З И Й К Л М Н Ң О Ө П Р С Т У Ү Ф Х Һ Ц Ч Ш Щ Ъ Ы Ь Э Ю Я

## Попытки возрождения яналифа для татарского языка (начало 1990-х гг.)

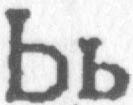
Буква, выглядит как кириллическая буква Ь, в настоящее время не представлена в Юникоде. Используется в некоторых татарских шрифтах.

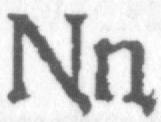
N с нижним выносным элементом, включённая в Юникод версии 6.0 (позиции U+A790, U+A791). В ряде татарских шрифтов этот знак стоит на месте Ñ.

В 1990-е годы в Татарстане предпринимались попытки возродить яналиф с добавлением буквы W для более полного отражения татарской фонетики. Однако попытки потерпели неудачу по ряду технических проблем — в частности, из-за отсутствия нужных шрифтов в типографиях и выхода яналифа из употребления. В 2000 году в Татарстане был принят новый вариант латиницы, приближённый к современному турецкому алфавиту, однако в 2002 был запрещён для официального применения решением Конституционного суда РФ.

## Память
В честь нового алфавита башкиры и татары назвали деревни и улицы.